# Франц Лахнер
Франц Пауль Лахнер (нім. Franz Paul Lachner, 2 квітня 1803 — 20 січня 1890) — німецький композитор і капельмейстер.

## Біографія
З 7-річного віку навчався музиці у свого батька, церковного органіста; у 1810—1816 роках навчався в гімназіях Нойбурга і Мюнхена. З 1822 року працював учителем музики в Мюнхені. В 1823—1827 роках служив органістом протестантської церкви у Відні. З 1827 року — віце-капельмейстер, з 1829-го — перший капельмейстер віденського Кернтнертор-театру. Живучи у Відні, товаришував з Ф. Шубертом, зустрічався з Бетховеном, Зехтером.. У 1834—1836 роках — придворний капельмейстер в Мангаймі.
З 1836 року жив у Мюнхені. У 1836—1867 роках — головний диригент Баварської опери; диригував також концертами в Академії музики і придворній капелі.
Очолював музичні фестивалі в Мюнхені (1855, 1863), Зальцбурзі (1855), Ахені (1861—1870). У 1868 році пішов у відставку.
Серед його учнів — композитори Лео Грілль, Іржі Геролд, Йозеф Райнбергер, Франц Вюлнер і багато інших.

## Роботи

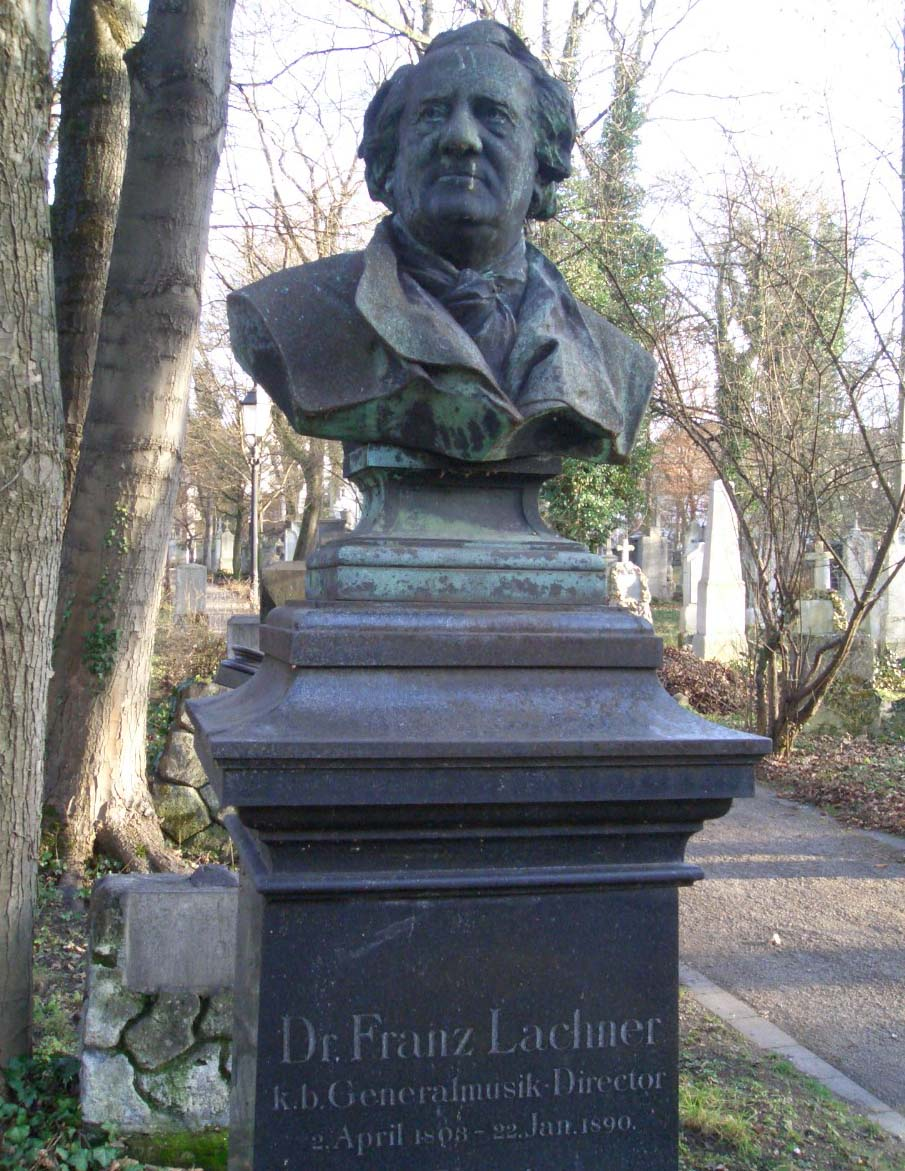
Бюст Лахнера на Старому Південному кладовищі у Мюнхені.

Франц Лахнер є автором більш ніж 200 творів. В оркестрових творах він виявив себе майстром контрапункту. У симфонічній та камерній музиці вважається послідовником Баха, Генделя, Шуберта.. Один із засновників жанру оркестрової сюїти.
У 1854 році поклав на музику розмовні діалоги в опері Луїджі Керубіні «Медея», що додало їй більшої єдності та сили..

### Вибрані твори
Опери
- «Порука» (Die Bürgschaft; 1828, Будапешт)
- «Алідіа» (Alidia; 1839, Мюнхен)
- «Катаріна Корнаро» (Catarina Cornaro; 1841, Мюнхен)
- «Бенвенуто Челліні» (Benvenuto Cellini; 1849, Мюнхен)

Для хору
- дві ораторії
- реквієм
- меси

Симфонічна музика
- сім симфоній (1828, 1833, 1834, 1834, 1837, 1839, 1851)
- «Sinfonia passionata» (1835)
- вісім сюїт (1861, 1862, 1864, 1865, 1868, 1871, 1881, 1874)
- увертюри

Камерна музика
- сім струнних квартетів (1843, 1843, 1843, 1849, 1849, 1850, ?)

Для органа
- сонати
- фуги

Для фортепіано
- п'єси
- сонати (у тому числі для фортепіано в 4 руки)
- скерцо

Концерти
- два — для арфи з оркестром (1828, 1833)
- для флейти з оркестром (1832).

## Нагороди та визнання
- Орден Максиміліана «За досягнення в науці і мистецтві» (1853)
- почесний доктор філософії Мюнхенського університету (1863)
- почесний громадянин Мюнхена